# Rhynchocinetes durbanensis
A Rhynchocinetes durbanensis a felsőbbrendű rákok (Malacostraca) osztályának tízlábú rákok (Decapoda) rendjébe, ezen belül a Rhynchocinetidae családjába tartozó faj.

## Előfordulása
A Rhynchocinetes durbanensis előfordulási területe az Indiai-óceánban és a Csendes-óceán délnyugati részén van. Afrika keleti partjainál, a Dél-afrikai Köztársaságtól egészen Szomáliáig, valamint a Comore-szigetek között és Réunion körül található meg. A másik óceánban Új-Kaledónia környékén és Indonézia szigeteinél lelhető fel.

## Megjelenése
Ez a kis rák 3-4 centiméter hosszú. Az alapszíne sötétvörös vagy lilásvörös, számos világossárga vagy fehér csíkozással és pontozással.

## Életmódja
5-35 méteres mélységben levő korallszirteken tartózkodik. A lárva állati planktonnal táplálkozik; a felnőtt szerves törmelékkel és ha alkalma van, haltisztogató tevékenységet is végez.

## Felhasználása
Mivel egyike haltisztogató rákfajoknak, a Rhynchocinetes durbanensist nagy számban fogják be és tenyésztik is az akváriumok számára.

## Képek

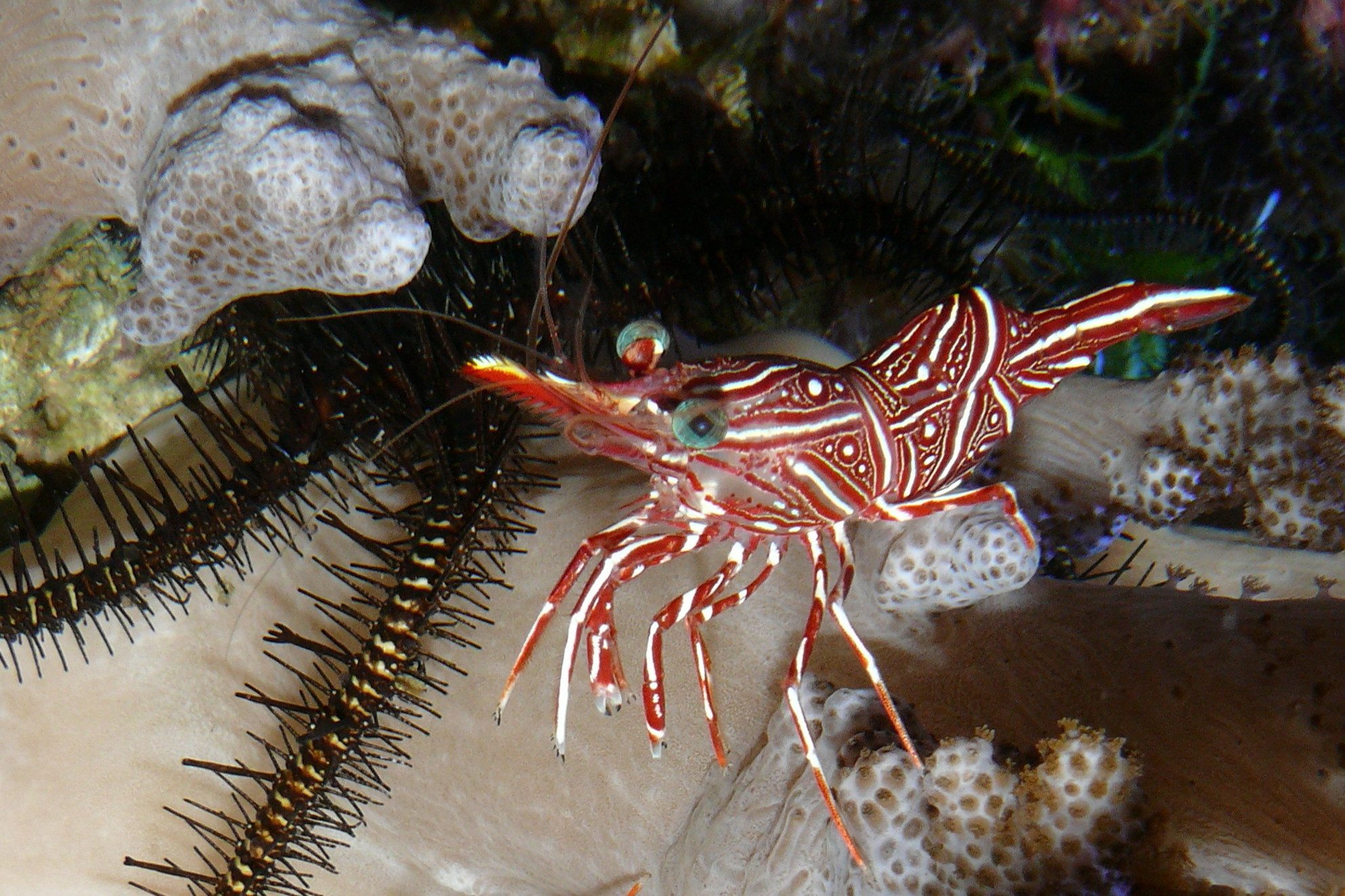
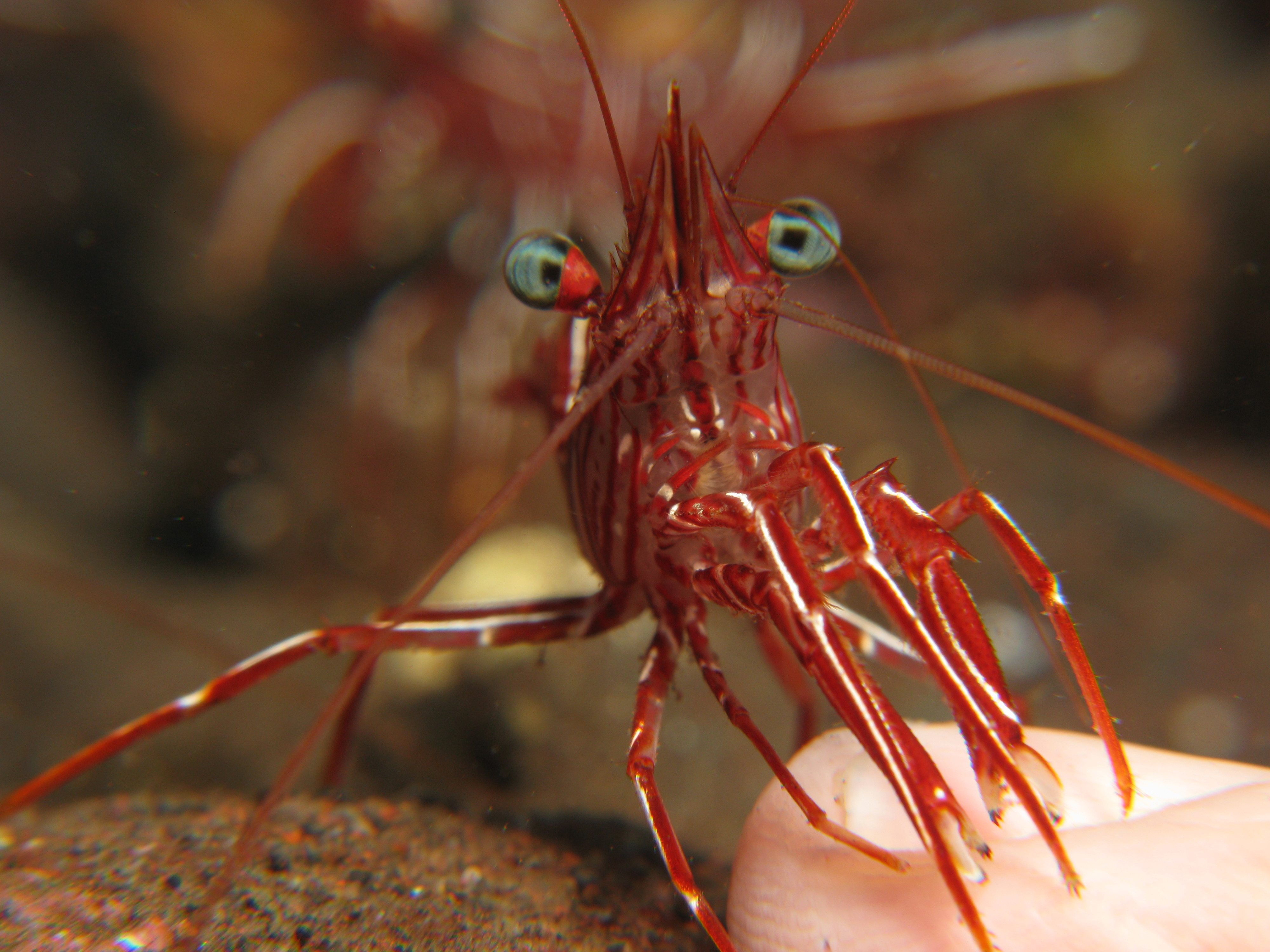
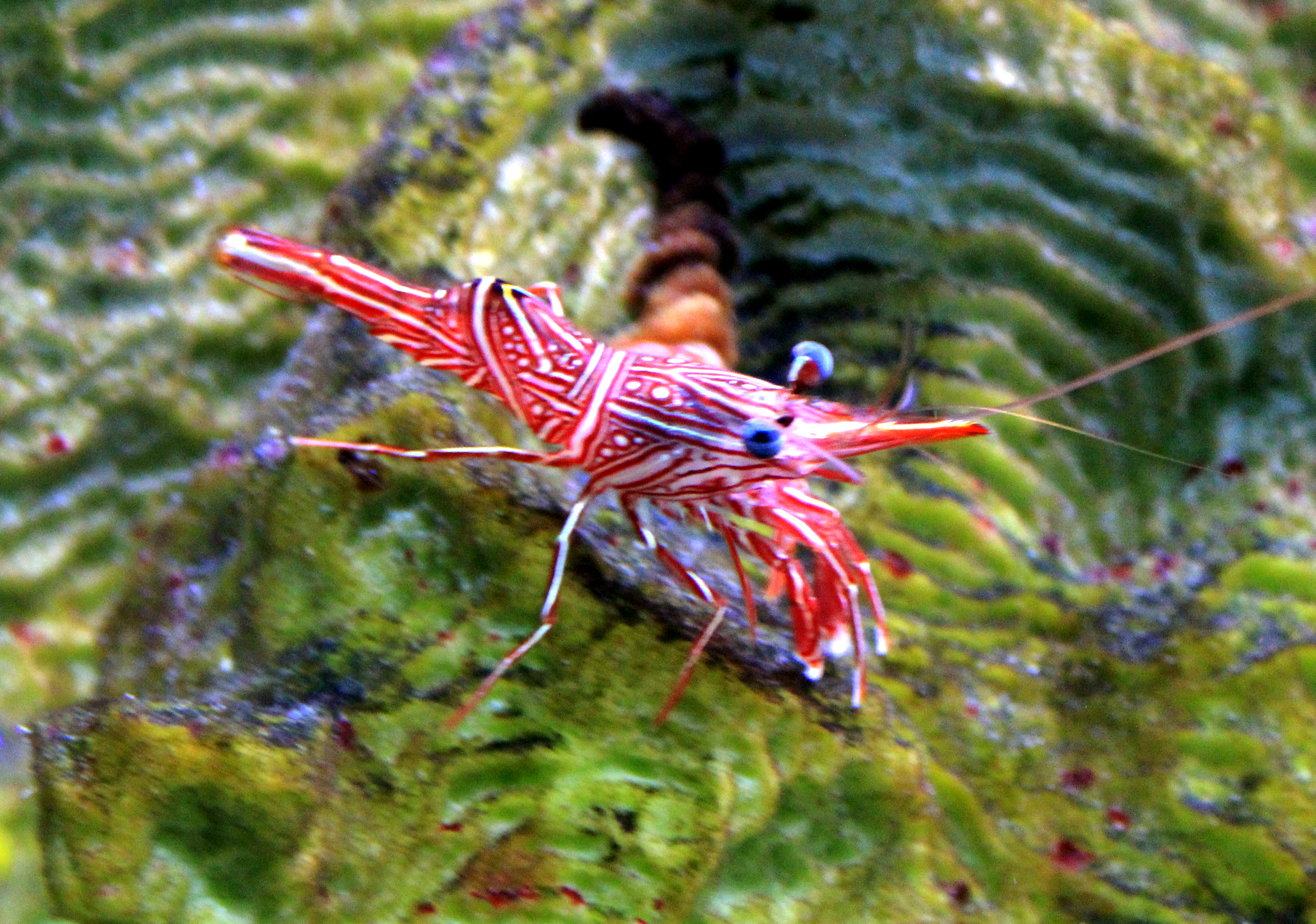
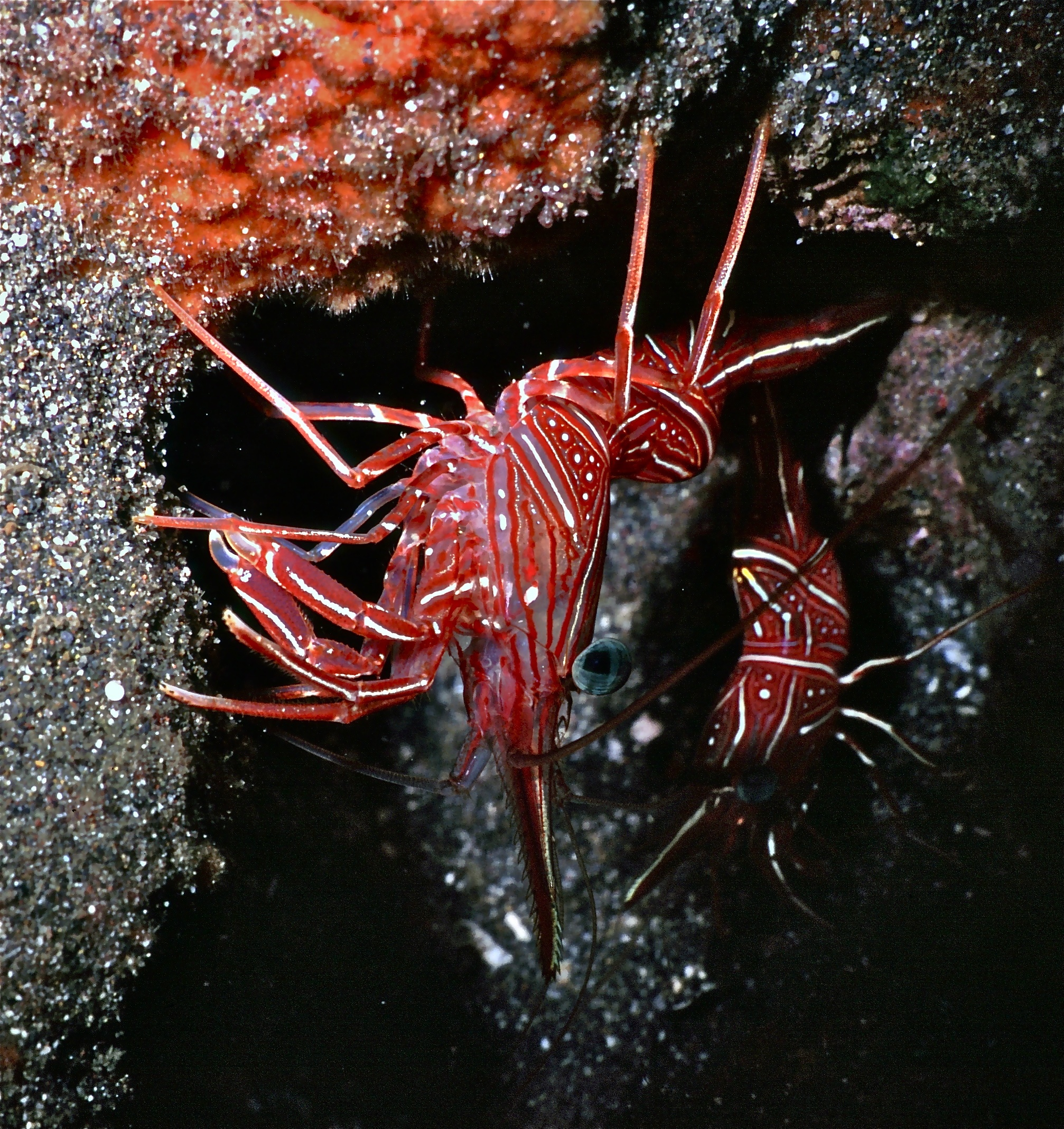
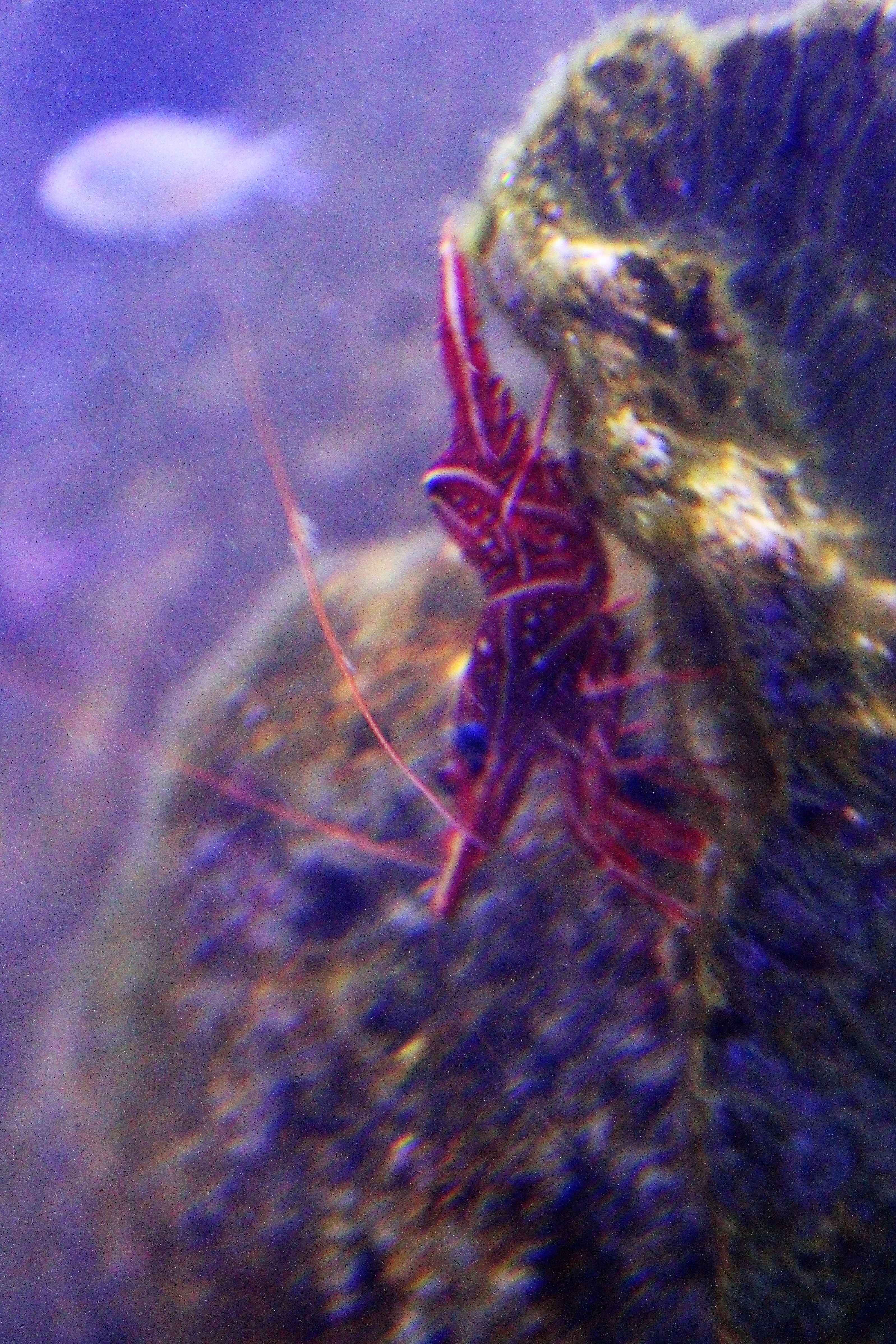